# 사계 (카발라)
카발라에서는 세계를 넷으로 구분하며, 이는 이사야서 43장 7절에 바탕을 두고 있다.

## 아칠루스
아칠루스(אֲצִילוּת)는 “발출의 세계”로, 카발의 상위 네 차원 중 첫 번째 세계다. 케테르(כתר), 호크마(חכמה), 비나(בינה)로 구성되어 있다.

## 브리아
브리아(בְּרִיאָה)는 “창조의 세계”로, 카발의 상위 네 차원 중 두 번째 세계다. 헤섿(חסד), 게부라(גבורה) 티페렡(תפארת)으로 구성되어 있다.

## 예치라
예치라(יְצִירָה)는 “형성의 세계”로, 카발의 상위 네 차원 중 세 번째 세계다. 혿(הוד), 네차크(נצח), 예솓(יסוד)으로 구성되어 있다.

## 앗시아
앗시아(עֲשִׂיָּה)는 “제작의 세계”로. 카발의 상위 네 차원 중 마지막 세계다. 말쿹(מלכות)으로 구성되어 있다.